# Maybrit Nielsen
Maybrit Nielsen,  född 30 november 1968 i Glostrup, är en dansk tidigare handbollsspelare (mittsexa).

## Karriär
Maybrit Nielsen spelade handboll för FIF Håndbold i Köpenhamn 1990–1998 men hade ett speluppehåll 1992–1994 av oklar orsak. 1998 valde hon att spela för Ajax under en säsong. Hon var sedan proffs i Österrike under ett år innan hon avslutade karriären i Virum-Sogenfri.

### Landslagskarriär[2]
Maybrit Nielsen började i ungdomslandslaget och var med i U-20 VM 1987 i Danmark och tog en silvermedalj. Maybrit Nielsen var  en del av det danske landslaget som vann  VM 1997. Hon debuterade den 25 maj 1991 mot Polen och spelade 7 landskamper 1991. Men sen blev det inga fler förrän 1995  då hon spelade 12 landskamper och var med i VM 1995. Hon spelade sedan inte förrän 1997 då hon alltså var med VM-laget och tog VM-guld. Hon spelade sammanlagt  39 landskamper och gjorde 45 mål i landslaget. Hon avslutade landslagskarriären i VM-finalen och slutade på topp.

### Tränare
Efter den aktiva karriären var hon tränare, först som huvudtränare i Albertslund IF 2005-2006, och senare har hon varit ungdomstränare i sin gamle klubb FIF under många år och är fortsatt tränare där. Privat är hon pedagog och har  arbetar med familjeintegration. Hon är gift och har två barn.

## Klubbar[5]
- FIF (1990-1998)
- AJAX Farum ( 1998-1999) (klubben heter nu Ajax Köpenhamn)
- ZVH Wiener Neustadt (1999-2000)
- Virum-Sorgenfri (2000-2002?)

## Meriter
- U20 VM-silver 1987 med Danmarks U-20 landslag i handboll
- VM-brons 1995 med Danmarks damlandslag i handboll
- VM-guld  1997 med Danmarks damlandslag i handboll